# Lista dzieł Albana Berga
Artykuł przedstawia listę dzieł Albana Berga.
Jego dorobek kompozytorski to m.in.:
- Dwie opery (Wozzeck, Lulu)
- Dwa koncerty (Koncert skrzypcowy, Koncert kameralny)
- Utwory orkiestrowe (Trzy utwory orkiestrowe op.6, Trzy sceny z "Wozzecka", Suita "Lulu")
- Utwory kameralne (Kwartet smyczkowy op.3, Suita liryczna na kwartet smyczkowy, Cztery utwory na klarnet i fortepian op.5)
- Pieśni (m.in. op.2, op.4, Siedem wczesnych pieśni, liczne pieśni młodzieńcze)
- Utwory fortepianowe (Sonata fortepianowa op.1, 12 wariacji na temat własny, Juwenilia)
- Aria koncertowa Der Wein
- Transkrypcje i aranżacje dzieł swoich i innych kompozytorów

Jak wielu innych kompozytorów XX wieku, Berg wpierw opusował te utwory które uważał za istotne, ale z biegiem lat zarzucił ów zwyczaj.

## Utwory opusowane
- op. 1 Sonata fortepianowa (1907–1908/1920)
- op. 2 Cztery pieśni na sopran i fortepian (1909–1910/1920) do słów Friedricha Hebbla oraz Alfreda Momberta

1. Dem Schmerz sein Recht (Hebbel), 2. Schlafend trägt man mich (Mombert), 3. Nun ich der Riesen Stärksten überwand (Mombert), 4. Warm die Lüfte (Mombert)
- op. 3 Kwartet smyczkowy (1909–1910/1920), ostatni utwór napisany w klasie Schönberga
- op. 4 5 pieśni na głos i orkiestrę do słów Petera Altenberga (Altenberg-Lieder; 5 Orchesterlieder nach Ansichtskarten von Peter Altenberg; 1911–1912):

1. Seele, wie bist du schöner, 2. Sahst du nach dem Gewitterregen den Wald, 3. Über die Grenzen des All, 4. Nichts ist gekommen, 5. Hier ist Friede
- op. 5 Cztery utwory na klarnet i fortepian (1913) – dedykowane Schönbergowi
- op. 6 Trzy utwory orkiestrowe (Drei Orchesterstücke, 1913–1915)

1. Präludium, 2. Reigen, 3. Marsch
- op. 7 Wozzeck (1917–1922), opera w trzech aktach (15 scenach) na podstawie niedokończonego dramatu Georga Büchnera (Woyzeck, 1837), dedykowana Almie Mahler. Premierę poprowadził Erich Kleiber w roku 1925; opera odniosła ogromny sukces, zapewniając Bergowi stałe źródło dochodów do czasu zakazu jej wystawienia przez nazistów w 1933. Zob. także: Trzy fragmenty z Wozzecka

## Utwory nieopusowane
- Siedem wczesnych pieśni, dwie wersje:
  - na głos i fortepian (1905–1908)
  - na głos i orkiestrę (1928)

obie mają ten sam porządek pieśni, przy czym każda z nich powstała do tekstu innego poety: 1. Nacht (Carl Hauptmann), 2. Schilflied (Nikolaus Lenau), 3. Die Nachtigall (Theodor Storm), 4. Traumgekrönt (Rilke), 5. Im Zimmer (Johannes Schlaf), 6. Liebesode (Otto Erich Hartleben), 7. Sommertage (Paul Hohenberg)
- Schließe mir die Augen beide, pieśń do słów Theodora Storma, dwie wersje: 
  - tonalna (1907), dedykowana przyszłej żonie Berga Helenie Nahowski i
  - dodekafoniczna (1925), dedykowana wydawnictwu Universal Edition na 25-lecie jego istnienia; pierwsza (sic!) kompozycja Berga używająca techniki dodekafonicznej
- Trzy utwory (Drei Bruchstücke) z opery Wozzeck na sopran solo i orkiestrę (1923)
- Koncert kameralny na fortepian i skrzypce oraz 13 instrumentów dętych (1923–1925)
- Suita liryczna na kwartet smyczkowy (1925–1926), dedykowana Alexandrowi von Zemlinsky’emu. Zachował się także egzemplarz partytury Suity (przeznaczony Hannie Fuchs-Robettin, ukochanej Berga), w którym w ostatniej części kompozytor dopisał partię głosu sopranowego do tekstu wiersza De Profundis clamavi Charles’a Baudelaire’a w tłumaczeniu Stefana Georgego
- Trzy części (II, III i IV) z Suity lirycznej, aranżacja na orkiestrę smyczkową (1928)
- Der Wein (Wino), aria koncertowa na sopran i orkiestrę (1929) do trzech wierszy Charles’a Baudelaire’a w tłumaczeniu Stefana Georgego
- Kanon "an das Frankfurter Opernhaus" na orkiestrę smyczkową lub nonet smyczkowy (1930)
- Suita z op. "Lulu" (1934) na sopran i orkiestrę
- Koncert skrzypcowy "pamięci Anioła" ("Dem Andenken eines Engels", poświęcony pamięci Manon Gropius, córki Almy Mahler i Waltera Gropiusa – najsłynniejsze i najpopularniejsze dzieło Berga (1935)
- Adagio z Koncertu kameralnego (1935) – aranżacja 2. części na skrzypce, klarnet i fortepian
- Lulu (1929–1935) – opera, której Berg już nie zdążył skończyć, na podstawie tragedii Franka Wedekinda. III akt miał dokończyć Schönberg, ale odmówił ze względu na pracochłonność zadania; ostatecznie zrobił to wiele lat później Friedrich Cerha, premiera całości odbyła się dopiero w 1979

## Juwenilia, marginalia i aranżacje
- około 70 pieśni skomponowanych przed i w trakcie nauki u Schönberga (1901–1908, zob. niżej)
- drobne utwory fortepianowe, komponowane w trakcie nauki jako zadania kompozytorskie (zob. niżej)
- szkice utworów na orkiestrę (passacaglia, symfonia; 1913)
- aranżacje utworów Schönberga, Schrekera i Straussa syna (transkrypcja Wein, Weib und Gesang op. 333 na kwintet fortepianowy (1921))
- Es ist ein Reis entsprungen na chór mieszany a cappella
- muzyka kameralna (fugi, menuety, wariacje na kwartet smyczkowy i in.)

### Utwory fortepianowe
Utwory te zostały napisane przed rokiem 1909
- Utwory fortepianowe (dokładne tłumaczenie nazwy Klavierstück): c-moll, d-moll, f-moll, f-moll, F-dur, h-moll
- Impromptus c-moll, E-dur
- Menuety C-dur, c-moll, F-dur
- Sonaty fortepianowe d-moll, Es-dur, g-moll (fragmenty)
- Scherzo c-moll
- Cykle wariacji: 2 wariacje F-dur, 12 wariacji C-dur (1908, wydane), 14 wariacji f-moll
- Walczyk G-dur

### Pieśni młodzieńcze
Pieśni młodzieńcze na głos i fortepian, które zostały wydane, są tu przedstawione według kolejności wydania w dwóch tomach (1985); niewydane pieśni są zaprezentowane alfabetycznie.
Pieśni wydane
- Tom I: pieśni skomponowane w latach 1901–1904:
  - Herbstgefühl (Siefried Fleischer, ok. 1901)
  - Spielleute (Henryk Ibsen w tłum. Ludwika Passarge, ok. 1902)
  - Wo der Goldregen steht (F. Lorenz, ok. 1902)
  - Lied der Schiffermädels (Otto Julius Bierbaum, ok. 1902)
  - Sehnsucht I (Hier in der öden Fremde, Paul Hohenberg, ok. 1902)
  - Abschied (Elimar von Monsterberg-Muenckenau, ok. 1902)
  - Grenzen der Menschheit (Johann Wolfgang von Goethe, ok. 1902–1903)
  - Vielgeliebte schöne Frau (Heinrich Heine, 1902)
  - Sehnsucht II (Mir träumte, Heinrich Heine, ok. 1902)
  - Sternenfall (Karl Wilhelm, ok. 1902)
  - Sehnsucht III (także Nur wer die Sehnsucht kennt, incipit Wenn die Nacht, Paul Hohenberg, ok. 1902)
  - Ich liebe dich! (Christian Dietrich Grabbe, ok. 1903)
  - Ferne Lieder (Friedrich Rückert, ok. 1904?)
  - Ich will die Fluren meiden (Friedrich Rückert, ok. 1904)
  - Geliebte Schöne (Heinrich Heine, ok. 1903–1904)
  - Schattenleben (Martin Greif lub Graf, ok. 1903)
  - Am Abend (Emmanuel Geibel, ok. 1904)
  - Vorüber! (Franz Wisbacher lub Weisbacher, ok. 1903)
  - Schlummerlose Nächte lub Nacht (Martin Greif, ok. 1903)
  - Es wandelt, was wir schauen (Joseph von Eichendorff, ok. 1904 (1905?))
  - Liebe (Rainer Maria Rilke, ok. 1904)
  - Im Morgengrauen (Karl Stieler, ok. 1904)
  - Grabschrift (Ludwig Jakobowski lub Jacobowski, ok. 1904)
- Tom II: pieśni skomponowane w latach 1904–1908:
  - Traum (Frida Semler  lub Semmler, ok. 1904)
  - Augenblicke (Robert Hamerling, ok. 1904)
  - (Die) Näherin (Rainer Maria Rilke, ok. 1904)
  - Erster Verlust (Johann Wolfgang von Goethe, ok. 1904)
  - Süß sind mir die Schollen des Tales (Karl Ernst Knodt, ok. 1904)
  - Er klagt, daß der Frühling so kurz blüht (Arno Holz, ok. 1902)
  - Tiefe Sehnsucht (dwie wersje - pieśń solowa, duet; Detlev von Liliencron, 1905)
  - Über den Bergen (Karl Busse, m. 1905)
  - Am Strande (Georg Scherer, ok. 1905)
  - Winter (Johannes Schlaf, 1905)
  - Fraue, du Süße (Ludwig Finckh, ok. 1904–1908)
  - Verlassen (czeska pieśń ludowa, 1906)
  - Regen (Johannes Schlaf, 1906)
  - Traurigkeit (Paul Altenberg, 1906)
  - Hoffnung (Paul Altenberg, 1906)
  - Flötenspielerin (Paul Altenberg, 1906)
  - Spaziergang (Albert Mombert, 1906)
  - Eure Weisheit (Johann Georg Fischer, 1906)
  - So regnet es sich langsam ein (Cäsar Flaischlen (nie: Flaischlein!), 1906)
  - Mignon (Johann Wolfgang von Goethe, 1907; wiersz znany w Polsce w tłumaczeniu Mickiewicza (incipit: Znasz-li ten kraj, gdzie cytryna dojrzewa))
  - Die Sorglichen (Gustav Falke, 1907)
  - Das stille Königreich (Karl Busse, 1908)

Pieśni niewydane (jeśli ktoś ma taką możliwość, proszę zweryfikować daty powstania tych pieśni!)
- An Leukon (Johann Wilhelm Ludwig Gleim, 1908)
- Aus Pfingsten (Evers, 1902)
- Ballade des äusseren Lebens (Hugo von Hofmannsthal, 1902)
- Der milde Herbst Anno 45 (Max Mell, 1904)
- Fromm (Gustav Falke)
- Furcht (Palma)
- Heilige Himmel (F. Evers, ok. 1900)
- Holophan (Wallpach, ok. 1904)
- Ich und du (Karl Busse, ok. 1902)
- Im Walde (Björnsson, ok. 1902)
- Leben (Evers, ok. 1904)
- Liebeslied (Dolorosa, ok. 1902)
- Läuterung (Paul Hohenberg, ok. 1904)
- Menschenherz (Delle Grazie, ok. 1904)
- Nachtgesang (Otto Julius Bierbaum, ok. 1904)
- O wär' mein Lieb' ein Röslein rot (Burns, ok. 1902)
- Reiselied (Hugo von Hofmannsthal, ok. 1902)
- Scheidelied (Baumbach, ok. 1904)
- Soldatenbraut (Mörike, ok. 1902)
- Spuk (Hebbel, ok. 1902)
- Trinklied I (Rückl, ok. 1904)
- Trinklied II (Henckell, ok. 1904?)
- Unter den Linden (Walther von der Vogelweide)  pieśń podana tylko w Rognonim
- Über meinen Nächten (Dolorosa, ok. 1902)
- Über Nacht (Rognetti, ok. 1902)
- Viel Träume (Amerling, ok. 1902)
- Vom Ende  lub Von Ende (Marie Madeleine, ok. 1904)
- Wandert, ihr Wolken (Avenarius, ok. 1904)
- Wenn Gespenster aufstehen (F. Dörmann, ok. 1904)